# Ema de Waldeck e Pyrmont
Adelaide Ema Guilhermina Teresa de Waldeck e Pyrmont (em alemão: Adelheid Emma Wilhelmina Theresia zu Waldeck und Pyrmont; Arolsen, 2 de agosto de 1858 – Haia, 20 de março de 1934) foi a segunda esposa do rei Guilherme III e Rainha Consorte dos Países Baixos e Grã-Duquesa Consorte de Luxemburgo entre 1879 e 1890. Era filha de Jorge Vítor, Príncipe de Waldeck e Pyrmont, e de sua esposa, a princesa Helena de Nassau. Ela serviu como regente de sua filha a rainha Guilhermina de 1890 até 1898 durante sua minoridade.

## Biografia

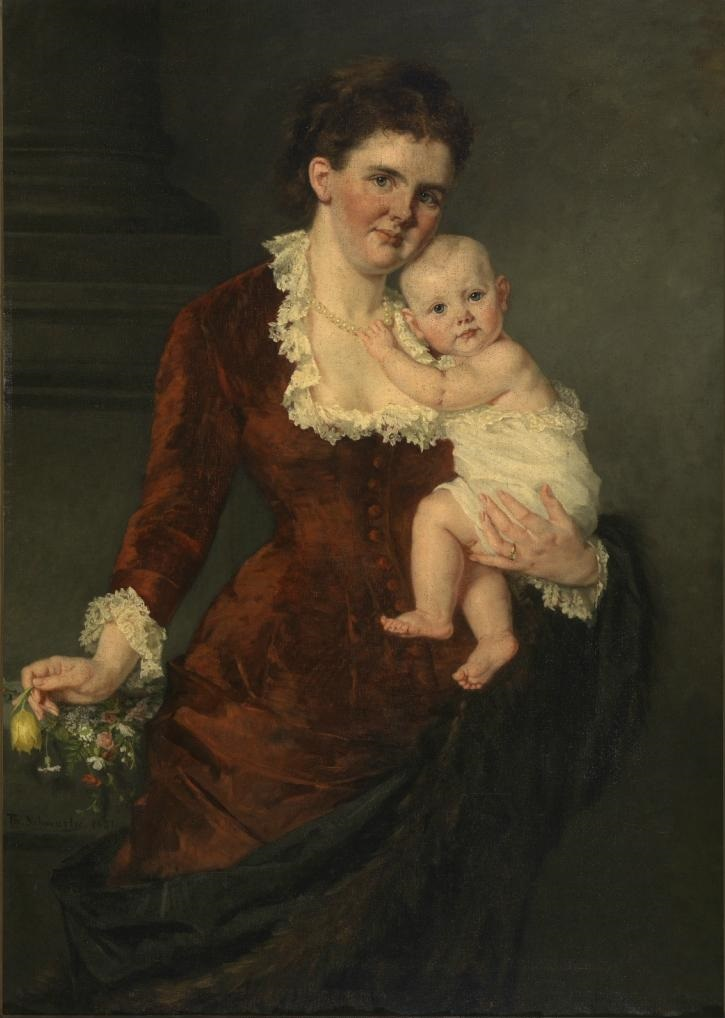
A rainha com a filha, Guilhermina. Pintura de 1881 por Thérèse Schwartze.

A princesa Adelaide Ema Guilhermina Teresa de Waldeck e Pyrmont nasceu no Castelo de Arolsen, em Arolsen, capital do pequeno Principado de Waldeck e Pyrmont, em Hesse, na Alemanha. Era a quarta filha de Jorge Vítor, Príncipe de Waldeck e Pyrmont e de sua primeira esposa, a princesa Helena de Nassau. Sua irmã, Helena Frederica, era a esposa do duque de Albany, um filho da rainha Vitória do Reino Unido e de Alberto de Saxe-Coburgo-Gota.
No dia 7 de janeiro de 1879, Ema casou-se com o rei Guilherme III, que tinha quarenta e um anos a mais do que ela e que estava viúvo havia dois anos da princesa Sofia de Württemberg. O rei, uma vez descrito como "O Grande Devasso do Ano" pela revista The New York Times, havia sido rejeitado anteriormente pela irmã mais velha de Ema, a princesa Paulina de Waldeck e Pyrmont, e pela princesa Tira da Dinamarca, irmã de Alexandra da Dinamarca, que era esposa de Eduardo, príncipe de Gales.
Com Guilherme III, Ema teve apenas uma filha, a futura rainha Guilhermina, nascida em 1880. O rei tinha três filhos de seu primeiro casamento, Maurício, Guilherme e Alexandre, mas todos morreram antes de seu pai.
Quando Guilherme faleceu em 1890, Ema tornou-se rainha regente porque sua filha, a única descendente viva do rei, tinha apenas dez anos anos de idade e não podia assumir o trono. Ela permaneceu como rainha regente até o aniversário de dezoito anos de Guilhermina, em 31 de agosto de 1898. O grão-ducado de Luxemburgo, que na época não podia ser herdado por uma mulher, passou para um primo distante de Guilherme III, o duque Adolfo de Nassau.
Ema faleceu em 1934, aos setenta e cinco anos, devido às complicações de uma bronquite, e foi enterrada em Delft, a oeste dos Países Baixos.

## Títulos e estilos
- 2 de agosto de 1858 – 7 de janeiro de 1879: Sua Alteza Sereníssima, a Princesa Ema de Waldeck e Pyrmont
- 7 de janeiro de 1879 – 23 de novembro de 1890: Sua Majestade, a Rainha
- 23 de novembro de 1890 – 31 de agosto de 1898: Sua Majestade, a Rainha Regente
- 31 de agosto de 1898 – 20 de março de 1934: Sua Majestade, a Rainha Ema

## Galeria

Monograma real da rainha Ema.
Estandarte da rainha Ema.